# Chihuahua (Uruguay)
Chihuahua ist eine Ortschaft in Uruguay.

## Geographie
Sie befindet sich auf dem Gebiet des Departamento Maldonado in dessen Sektor 1 an der Küste des Río de la Plata. Chihuahua liegt einige Kilometer westlich der Departamento-Hauptstadt Maldonado und grenzt im Osten an Punta Ballena. Nächster Ort in westlicher Richtung ist Ocean Park. Im Westen des Ortes mündet der Arroyo El Potrero, während im Nordosten bzw. Norden Arboretum Lussich und Laguna del Sauce gelegen sind.

## Infrastruktur

### Verkehr
Durch Chihuahua führt die Ruta 10, die Verlängerung der Ruta Interbalnearia. Nördlich ist der Flughafen Capitán de Corbeta Carlos A. Curbelo zu finden.

## Einwohner
Chihuahua hatte 2011 37 Einwohner, davon 14 männliche und 23 weibliche.
| Jahr | Einwohner |
| ---- | --------- |
| 1963 | -         |
| 1975 | 0         |
| 1985 | 0         |
| 1996 | 7         |
| 2004 | 8         |
| 2011 | 37        |

Quelle: Instituto Nacional de Estadística de Uruguay